# Martin Kušev
Martin Kušev (in bulgaro Мартин Кушев?; Trojan, 25 agosto 1973) è un allenatore di calcio ed ex calciatore bulgaro, di ruolo attaccante. Dopo il ritiro dal calcio giocato, è diventato l'allenatore dello Slavia Sofia.

## Carriera

### Club
Cresciuto nello Jantra Gabrovo, in Bulgaria, ha giocato in patria anche nello Spartak Varna, nello Slavia Sofia e nel Levski Sofia, con una breve parentesi in Germania nel FC Saarbrücken. Nel 2003 si è trasferito in Russia allo Shinnik Yaroslav e, dopo un breve periodo al Litex Loveč, nel 2005 si trasferisce all'Amkar Perm'. Nonostante decise di ritirarsi nel 2010, nel 2011 torna a giocare, nello Slavia Sofia, diventando poi il dirigente sportivo della squadra.

### Nazionale
Nel 2007 va in scena la sua unica apparizione in nazionale durante la vittoriosa partita della Bulgaria contro il Lussemburgo, terminata 3-0.